# 爪哇裔馬來西亞人
爪哇裔馬來西亞人，是指生於或移民到馬來西亞的爪哇族。根據馬來西亞憲法他們也是馬來人（馬來西亞也是印尼外第二多爪哇族的國家）。
他們大多來自中爪哇省，主要是在馬來西亞還是英國殖民地時來到尋找新工作機會。他們主要住在西馬的柔佛州、霹靂州和雪蘭莪州，在東馬的沙巴和砂拉越也有分布。
多數的爪哇族已被馬來西亞主流文化同化說馬來語，並和馬來人結婚。根據馬來西亞法律，這使他們成為馬來人。這種情況與新加坡的爪哇人相同，在那裡他們也被認為是馬來人。